# Salad Days
Salad Days é um álbum de estúdio do músico canadense Mac DeMarco lançado pela gravadora Captured Tracks no dia 1º de abril de 2015.
Entre aquele cantar familiar e guitarra melodioso, que a linha inicial da faixa-título dá o tom para um LP de um cantor/compositor/produtor amadurecendo. Alguém estranhamente auto-consciente dos pontos positivos e negativos de sua situação atual na idade madura de 23. escrita e gravada em torno de uma agenda de turnê implacável (que pegou tudo de novo assim que o LP foi feito), 'Salad Days' dá ao ouvinte uma visão muito pessoal sobre o que é tudo sobre ser Mac em meio a loucura de uma carreira ascendente em um formato muito público. O single principal "Passing Out Pieces" mostra um conjunto de enormes acordes de órgãos distorcidos, e também versos como "... nunca foi relutante em compartilhar, distribuindo pedaços de mim ...".

## Faixas
Todas as faixas do álbum são de autoria de Mac DeMarco.
1. Salad Days - 2:27
2. Blue Boy - 2:06
3. Brother - 3:32
4. Let Her Go -3:02
5. Goodbye Weekend - 2:59
6. Let My Baby Stay - 4:08
7. Passing Out Pieces - 2:47
8. Treat Her Better - 3:49
9. Chamber Of Reflection - 3:51
10. Go Easy - 3:24
11. Jonny's Odyssey - 2:38

## Posição nas paradas musicais
| Parada (2014)                                 | Melhor posição |
| --------------------------------------------- | -------------- |
| Bélgica (Ultratop Flandres)                   | 94             |
| Bélgica (Ultratop Valônia)                    | 147            |
| Reino Unido (Official Albums Chart)           | 90             |
| Reino Unido (UK Independent Albums Chart)     | 17             |
| Estados Unidos (Billboard 200)                | 30             |
| Estados Unidos (Billboard Independent Albums) | 5              |
| Estados Unidos (Top Alternative Albums)       | 8              |
| Estados Unidos (Top Rock Albums)              | 11             |

## Certificações
| Região                                                                                                  | Certificação | Vendas   |
| --- | ------------ | -------- |
| Reino Unido (BPI)                                                                                       | Prata        | 60,000^  |
| Estados Unidos (RIAA)                                                                                   | Ouro         | 500,000^ |
| *números de vendas baseados somente na certificação ^números de vendas baseados somente na certificação |              |          |